# Gyophora
Gyophora is een geslacht van vlinders van de familie uilen (Noctuidae), uit de onderfamilie Eustrotiinae.

## Soorten
- G. baccalix Swinhoe, 1886
- G. quadrilineata Moore, 1881
- G. trigramma Hampson, 1910